# Chorin
Chorin – miejscowość i gmina w Niemczech, w kraju związkowym Brandenburgia, w powiecie Barnim, wchodzi w skład urzędu Britz-Chorin-Oderberg. W 2008 liczyła 2 508 mieszkańców.
Chorin położony jest na północny wschód od Berlina, nieopodal miasta Eberswalde.

## Dzielnice
Gmina Chorin składa się z siedmiu dzielnic: Brodowin, Chorin, Golzow, Neuehütte, Sandkrug, Senftenhütte, Serwest wraz z Buchholz.

## Atrakcje turystyczne
Chorin znany jest z zespołu klasztornego należącego niegdyś do zakonu cystersów. Obecnie kompleks jest w stanie częściowej ruiny. Oprócz funkcji sakralnej pełnił funkcję grzebalną, znajdowały się tu groby margrabiów brandenburskich.

## Współpraca
Miejscowości partnerskie dzielnicy Sandkrug:
- Burg (Spreewald), Brandenburgia
- Hatten, Dolna Saksonia
- Zwenkau, Saksonia